# 韋恩縣 (田納西州)
韋恩縣（英語：Wayne County）是美国田纳西州南部的一個縣，面積1,905平方公里。根據2020年美國人口普查，共有人口16,232人。首府韋恩斯伯勒。